# Thorsten Küper
Thorsten Küper (* 1969 in Herne) ist ein deutscher Schriftsteller und Blogger. Er ist bekannt für zahlreiche Geschichten aus der Phantastik und als Moderator der virtuellen Lesungsplattform „Die brennenden Buchstaben“.

## Arbeit als Autor
Küper schreibt Storys über virtuelle Realität, Überwachung, Medien, Technologie für Magazine wie c’t, GEE oder Nova und verschiedene Anthologien. Insgesamt zwölfmal wurde er für den Deutschen Science Fiction Preis und den Kurd-Laßwitz-Preis nominiert. Im Jahr 2019 gewann er beide Auszeichnungen. Von ihm stammen außerdem zahlreiche satirische Kurztexte, die er auch gern live vorträgt, sowie Artikel über Wissenschaft, virtuelle Realität und Kunst, die unter anderem in Telepolis veröffentlicht wurden. In seinem Blog www.kueperpunk.de berichtet er täglich über Neuigkeiten im Bereich Wissenschaft, Medien, Web 2.0 und plaudert aus Alltag und Privatleben.
Seit 2007 betätigt er sich als »eingebetteter« Journalist und Blogger Kueperpunk Korhonen in SecondLife und betreibt mit seiner Partnerin Kirsten Riehl alias Zauselina Rieko seit 2010 das virtuelle Kafé Krümelkram. Mit ihr veranstaltet er literarische Events im Cyberspace und organisiert Lesungen, Ausstellungen, Konzerte und Filmpremieren in SecondLife und anderen Grids. Dabei tritt er selbst als Vorleser, Sprecher und Schauspieler auf. Küper und Riehl gründeten gemeinsam das „Festival der Liebe“ als vermutlich größtes deutschsprachige Kulturevent in SecondLife. Dabei traten in drei Tagen rund 70 Künstler nonstop mit eigenen Werken aus den Bereichen Literatur, Kunst und Musik auf.
Küper ist Mitorganisator der seit 2008 bestehenden Literaturgruppe „Brennende Buchstaben“, die sich darum bemüht, Autoren für Lesungen in SecondLife und anderen virtuellen Umgebungen zu interessieren.

## Privatleben
Küper arbeitet als Physik- und Informatiklehrer an der Realschule Sodingen.

## Auszeichnungen / Nominierungen
- 2019 Gewonnen im Deutschen Science Fiction Preis 2019 in der Kategorie „Beste deutschsprachige Kurzgeschichte“ für Confinement (in: Nova 26)[3]
- 2019 Gewonnen im Kurd-Laßwitz-Preis 2019 in der Kategorie „Beste Kurzgeschichte/Erzählung“ für Confinement
- 2018 2. Platz im Deutschen Science Fiction Preis in der Kategorie „Beste deutschsprachige Kurzgeschichte“ für Fitzroy, Falstaff und andere furiose Menschmaschinen (in: André Skora (Hrsg.), Menschmaschinen, Amrûn-Verlag)
- 2015 2. Platz im Deutschen Science Fiction Preis in der Kategorie „Beste deutschsprachige Kurzgeschichte“ für Der Mechaniker (in: Sven Klöpping (Hrsg.), Bullet, p.machinery)
- 2007 2. Platz im Deutschen Science Fiction Preis in der Kategorie „Beste deutschsprachige Kurzgeschichte“ für Exopersona (in: Ronald M. Hahn, Michael K. Iwoleit, Olaf G. Hilscher (Hrsg.), Nova 10, Schaltungsdienst Lange)
- 2006 2. Platz im Deutschen Science Fiction Preis in der Kategorie „Beste deutschsprachige Kurzgeschichte“ für Warten auf Kogai (in: Ronald M. Hahn, Michael K. Iwoleit, Olaf G. Hilscher (Hrsg.), Nova 7, Verlag Nummer Eins)
- 2006 3. Platz im Deutschen Science Fiction Preis in der Kategorie „Beste deutschsprachige Kurzgeschichte“ für Spiegelbild des Teufels (in: Helmuth W. Mommers (Hrsg.), Die Legende von Eden (Visionen 2), Shayol Verlag)
- 2003 3. Platz im Deutschen Science Fiction Preis in der Kategorie „Beste deutschsprachige Kurzgeschichte“ für Neum… (in: c’t 5/2002 und 6/2002, Verlag Heinz Heise)